# The Psychedelic Furs
A The Psychedelic Furs brit új hullámos/alternatív rock/post-punk együttes. 1977-ben alakultak meg Londonban. Jelenlegi tagjai: Richard Butler, Tim Butler, Paul Garisto, Rich Good, Amanda Kramer és Mars Williams. Pályafutásuk alatt hét nagylemezt jelentettek meg. Egyszer már feloszlottak az évek alatt: 1992-ben. 2000 óta azonban megint együtt vannak. A Psychedelic Furs Talk Talk Talk című lemeze bekerült az 1001 lemez, amelyet hallanod kell, mielőtt meghalsz című könyvbe. Eleinte post-punkot játszottak, majd a harmadik nagylemezükkel kezdve a kommerszebb new wave/alternatív rock/szintipop/pop rock műfajokban játszanak.

## Diszkográfia
- The Psychedelic Furs (1980)
- Talk Talk Talk (1981)
- Forever Now (1982)
- Mirror Moves (1984)
- Midnight to Midnight (1987)
- Book of Days (1989)
- World Outside (1991)
- Made of Rain (2020)